# خارچتری ژرفازی
خارچتری ژرفازی (نام علمی: Abyssocottus) نام یک سرده از راسته عقرب‌ماهی‌سانان است.